# Eretris altamira
Eretris altamira är en fjärilsart som beskrevs av Adams och Bernard 1979. Eretris altamira ingår i släktet Eretris och familjen praktfjärilar. Inga underarter finns listade i Catalogue of Life.